# Истаравшан
Истаравшан (на таджикски: Истаравшан; на персийски: استروشن) е град в Таджикистан, административен център на Истаравшански район, Согдийска област. Населението на града през 2016 година е 61 200 души (по приблизителна оценка).

## География
Градът е разположен в северната част на страната, в подножието на Туркестанския хребет, на 78 км от областния център – град Ходжент.

## Побратимени градове
- Красноярск, Русия (от 2000 г.)